# Jake Eberts
Jake Eberts (* 10. Juli 1941 in Montreal, Québec als John David Eberts; † 6. September 2012 ebenda) war ein kanadischer Filmproduzent.

## Leben
Im Verlauf seiner Karriere produzierte und finanzierte Eberts mehr als 50 Produktionen, die insgesamt mit 37 Oscars in den verschiedensten Kategorien ausgezeichnet wurden.
Eberts studierte an der Harvard Business School und arbeitet zunächst als Chemieingenieur, um dann Investment Banker zu werden. Schließlich wandte er sich dem Filmgeschäft zu.
Zu Beginn der 1980er Jahre trat er erstmals als Ausführender Produzent in Erscheinung. Ende der 1970er Jahre gründete er die Produktionsfirma Goldcrest Films. Unter deren Dach wurden Filme wie Gandhi und Die Stunde des Siegers produziert. Eberts war persönlich an Erfolgen wie Der mit dem Wolf tanzt (1990) und Chicken Run – Hennen rennen (2000) beteiligt.
1987 erhielt Eberts bei den Evening Standard British Film Awards den Special Award.
Eberts war verheiratet; er hinterließ eine Frau und mehrere Kinder.

## Filmografie (Auswahl)
- 1986: Der Name der Rose
- 1990: Der mit dem Wolf tanzt (Dances with Wolves)
- 1991: Black Robe – Am Fluß der Irokesen (Black Robe)
- 1992: Stadt der Freude (City of Joy)
- 1993: Super Mario Bros.
- 1996: Sturm in den Weiden (The Wind in the Willows)
- 1999: Grey Owl
- 2000: Die Legende von Bagger Vance (The Legend of Bagger Vance)
- 2003: Open Range – Weites Land (Open Range)
- 2007: Whatever Lola Wants